# Phường 11 (Gò Vấp)
Phường 11 is een phường in Ho Chi Minhstad, de grootste stad van Vietnam, die ligt in de overgang van Đông Nam Bộ en de Mekong-delta. Het behoort tot Gò Vấp, een van de districten van Ho Chi Minhstad.